# Football Club Internazionale 1917-1918
Questa voce raccoglie le informazioni riguardanti il Football Club Internazionale nelle competizioni ufficiali della stagione 1917-1918.

## Rosa
| N. |                   | Ruolo | Calciatore          |
| -- | ----------------- | ----- | ------------------- |
|    | Italia (bandiera) | P     | Ugo Chiesa          |
|    | Italia (bandiera) | P     | Silvio Dal Corso    |
|    | Italia (bandiera) | D     | Gustavo Francesconi |
|    | Italia (bandiera) | D     | Guido Olivares      |
|    | Italia (bandiera) | D     | Giuseppe Melli      |
|    | Italia (bandiera) | C     | Secondo Talamazzini |
|    | Italia (bandiera) | C     | Attilio Tornetti    |

| N. |                   | Ruolo | Calciatore                |
| -- | ----------------- | ----- | ------------------------- |
|    | Italia (bandiera) | A     | Ermanno Aebi              |
|    | Italia (bandiera) | A     | Lorenzo Antonio Arnaboldi |
|    | Italia (bandiera) | A     | Antonio Da Sacco          |
|    | Italia (bandiera) | A     | Umberto Gama Malcher      |
|    | Italia (bandiera) | A     | Egidio Lanzi              |
|    | Italia (bandiera) | A     | Giuseppe Rizzi            |
|    | Italia (bandiera) | A     | Paolo Scheidler           |

## Vittorie e piazzamenti
Coppa Mauro di Prima Categoria (7 ottobre-3 marzo): 2° avendo perso 8-1 lo spareggio col Milan.
Coppa Saronno di Seconda Categoria (7 ottobre-9 dicembre): 4º classificato.
Coppa Internazionale di Terza Categoria (17 novembre-16 dicembre): 4º classificato.